# John Roe (Mathematiker)
John Roe (* 6. Oktober 1959; † 9. März 2018 in State College (Pennsylvania)) war ein britischer Mathematiker.

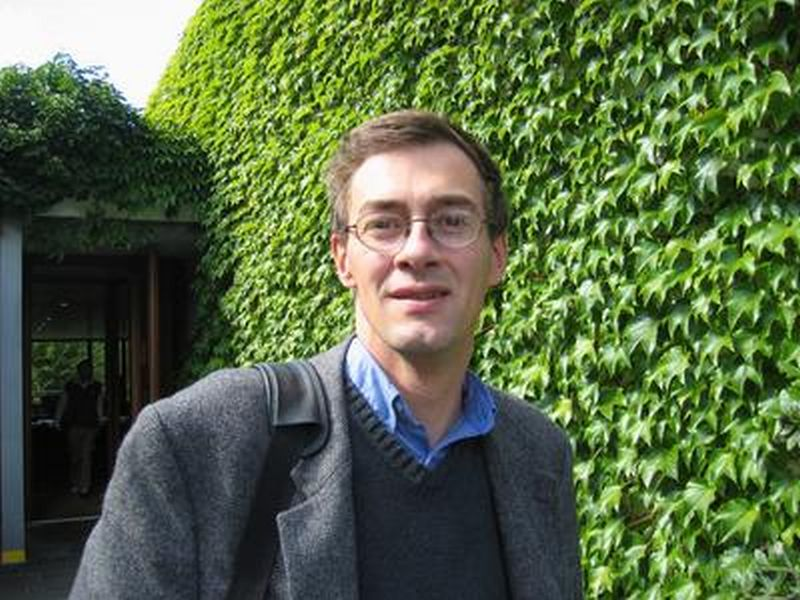
John Roe, Oberwolfach 2004

Roe wuchs auf dem Land in Shropshire auf. Er ging auf die Rugby School, studierte an der Universität Cambridge und wurde 1985 bei Michael Atiyah an der Universität Oxford promoviert (Analysis on manifolds). Als Post-Doktorand war er am Mathematical Sciences Research Institute (MSRI) in Berkeley und danach Tutor am Jesus College in Oxford. Seit 1998 war er Professor an der Pennsylvania State University.
Er befasste sich seit seiner Dissertation mit Indextheorie (im Umfeld des Atiyah-Singer-Indexsatzes und dessen Verallgemeinerungen). Er befasste sich mit Coarse Geometry (wörtlich Grobe Geometrie), die anschaulich ausgedrückt metrische Räume bis auf Äquivalenz „bei Betrachtung auf große Entfernung“ betrachtet. Außerdem befasst er sich mit Erweiterungen der Definition des Index von elliptischen Operatoren auf nichtkompakten Mannigfaltigkeiten (wo der Index keine ganze Zahl mehr sein muss, sondern Element einer Indexgruppe im Rahmen der K-Theorie von Operatoralgebren) und entsprechender Verallgemeinerung des Atiyah-Singer-Indexsatzes. Er verfolgte Anwendungen dieser Theorie auf die Novikov-Vermutung in der Differentialtopologie und befasst sich mit Nichtkommutativer Geometrie (im Sinn von Alain Connes) und war Mitherausgeber des Journal of Noncommutative Geometry.
1996 erhielt er den Whitehead-Preis. Er war Fellow der American Mathematical Society.
Er war seit 1986 mit Liane Stevens Roe verheiratet und hatte zwei Kinder. Roe war passionierter Bergsteiger, was er nach einer Krebserkrankung aufgeben musste.

## Schriften
- Elliptic operators, topology, and asymptotic methods. Longman Scientific & Technical u. a., Harlow (Essex) u. a. 1988, ISBN 0-470-21095-8.
- Coarse cohomology and index theory on complete Riemannian manifolds (= Memoirs of the American Mathematical Society. 497). American Mathematical Society, Providence RI 1993, ISBN 0-8218-2559-3.
- Elementary Geometry. Oxford University Press, Oxford u. a. 1993, ISBN 0-19-853457-4.
- als Herausgeber: Index theory, coarse geometry, and topology of manifolds (= Regional Conference Series in Mathematics. 90). American Mathematical Society, Providence RI 1996, ISBN 0-8218-0413-8.
- mit Nigel Higson: Amenable group actions and the Novikov conjecture. In: Journal für die reine und angewandte Mathematik. Nr. 519, 2000, S. 143–153, doi:10.1515/crll.2000.009.
- mit Nigel Higson: Analytic K-homology. Oxford University Press, Oxford u. a. 2000, ISBN 0-19-851176-0.
- Lectures on coarse geometry (= University Lecture Series. 31). American Mathematical Society, Providence RI 2003, ISBN 0-8218-3332-4.
- als Herausgeber mit Nigel Higson: Surveys in noncommutative geometry. Proceedings from the Clay Mathematics Institute Instructional Symposium, held in Conjuction with the AMS-IMS-SIAM Joint Summer Research Conference on Noncommutative Geometry, June 18–29, 2000, Mount Holyoke College, South Hadley, MA (= Clay Mathematics Proceedings. 6). American Mathematical Society, Providence RI 2006, ISBN 0-8218-3846-6.